# Йоун Екмюнссон

Йоун Екмюнссон на вітрині собору в Ак'юрейрі.

Йоун Екмюнссон (ісл. Jón Ögmundsson; 1052 — 1121) — місцевий ісландський католицький святий, ісландський єпископ.

## Життєпис
В 1106 році він заснував єпископську діоцезію в Гоуларі на півночі Ісландії і служив там єпископом до своєї смерті.
Як шануватель релігійної чистоти, Йоун поставив собі за завдання викоренити всі залишки язичництва. Це включило зміну назв днів тижня. Так «оутінстагюр» (ісл. Óðinsdagur — день Одіна) став «мізвікютагюр» (ісл. miðvikudagr — день середини тижня) та дні Тюра та Тора стали прозаїчним третім днем та п'ятим днем.
Назви днів запроваджені Йоуном у вжитку до сьогодні в Ісландії.
Йоуна Екмюнссона було проголошено місцевим святим єпископським декретом в Ісландскому парламенті Алтинкі (який виконував функції Священного Синоду) в 1200 році. Сьогодні, разом зі Святим Торлаком він є одним зі святих патронів католиків Ісландії.

## Пам'ять та шанування
Його пам'ять католицька церква святкує 23 квітня.